# Anna Dimitrova
Anna Dimitrova (geb. 1998 in Sofia, Bulgarien) ist eine deutsch-bulgarische Autorin von Drehbüchern und Jugendbüchern. Sie lebt in München.

## Leben
Anna Dimitrova wurde in Sofia geboren und kam im Alter von zwölf Jahren mit ihrer Mutter, jüngerer Schwester und Großmutter nach Deutschland. Nach dem Abitur am Werner-Siemens-Gymnasium in München besuchte sie bis 2022 die Münchener Hochschule für Fernsehen und Film München im Fach Drehbuchschreiben. An der HFF war sie an mehreren Kurzfilmprojekten beteiligt und wurde 2022 mit ihrer Abschlussarbeit für den Drehbuchpreis beim Wettbewerb First Steps nominiert. Anschließend studierte sie für acht Wochen an der New York Film Academy in Los Angeles, Kalifornien. Seitdem lebt sie als freischaffende Autorin in München.
Dimitrova schrieb bisher sieben Folgen (in der Staffel 25 bis 27) für die Fernsehserie Schloss Einstein sowie Drehbücher für die für einen Grimme-Preis nominierte KiKa-Fernsehserie Echt Friends.
Ihr erster deutschsprachiger Jugendroman, Kanak Kids, erschien 2024 und wurde im März 2025 von der Jugendjury für den Deutschen Jugendliteraturpreis nominiert. Das Buch wurde außerdem für den Korbinian – Paul-Maar-Preis nominiert.
Ein zweiter Roman, People Pleaser : Eine für alle und alle für sich, wurde im März 2025 veröffentlicht.

## Werke (Auswahl)

### Belletristik
- Островът на смъртта, (Dt: Insel des Todes), Millenium Verlag Sofia, 2011. ISBN 978-954-515-143-9.[4]
- Kanak Kids : Halb angepasst und voll dazwischen, Jugendroman. Arctis/Atrium Verlag. 2024. ISBN 978-3-03880-085-9.
- People Pleaser : Eine für alle und alle für sich, Jugendroman. Arctis/Atrium Verlag. 2025. ISBN 978-3-03880-097-2.

### Drehbücher
- 2018: Babuschka. (Regisseurin und Filmeditorin), Kurzdokumentarfilm
- 2019: Of Sea Turtles and Action Figures (Regie: Diego Oliva), Kurzspielfilm
- 2019: A Bierle in da Sun. (Regie: Welf Reinhart), Kurzspielfilm
- 2020: Kann Passieren. (Regie: Welf Reinhart), Kurzspielfilm
- 2022–2024: Schloss Einstein. (Folgen 1026; 1027–28; 1036–37; 1053–54) TV-Serie
- 2022: HOLY SH*T. Abschlussarbeit – unverfilmt
- 2023–2024: ECHT Friends, TV-Serie, KiKA Kinderkanal, Studio Zentral für ZDF[5]
- 2024–2025: Chabos (AT) TV-Serie, ZDFneo[6]

## Preise und Auszeichnungen
- 2018: ProSiebenSat.1-Mainstreampreis[3]
- 2022: Nominierung für den Drehbuchpreis für Holy Sh*t, First Steps[7][3]
- 2024: Nominierung für den Korbinian-Paul-Maar-Preis[3][8]
- 2025: Nominierung für den Deutschen Jugendliteraturpreis mit Kanak Kids in der Kategorie Jugendjury[9]